# ラ・ヒターナ 〜La Gitana〜
『ラ・ヒターナ〜La Gitana〜』は、1999年9月1日に発売された桂銀淑の21枚目のシングルである。発売元はポリドール・レコード。

## 解説
表題曲は、フォルクローレ調の楽曲となっており、東海テレビ制作・フジテレビ系列放映の昼ドラ『愛の流星』の主題歌に起用された。
カップリングの「愛の流星」は、同ドラマのメインテーマで、歌はなく楽器演奏のみ。

## 収録曲
- 全作曲・編曲: 梅林茂

1. ラ・ヒターナ 〜La Gitana〜
  - 作詞: 麻生圭子
2. 愛の流星